# آبشار هملوک (جورجیا)
آبشار هملوک (جورجیا) (به انگلیسی: Hemlock Falls (Cloudland Canyon) ) آبشاری است که در جورجیا، ایالات متحده آمریکا واقع شده و ارتفاع کلی ریزشگاه آن ۹۰ فوت (۲۷ متر) است.